# Casorate Sempione
Casorate Sempione är en ort och kommun i provinsen Varese i regionen Lombardiet i Italien. Kommunen hade 5 721 invånare (2018).